# Лаури-Корри, Джон, 8-й граф Белмор
Джон Армар Лаури-Корри, 8-й граф Белмор (англ. John Armar Lowry-Corry, 8th Earl Belmore; родился 4 сентября 1951 года) — ирландский пэр.

## Ранние годы и образование
Родился 4 сентября 1951 года в известной англо-ирландской аристократической семье. Единственный сын майора Гэлбрейта Лаури-Корри, 7-го графа Белмора (1913—1960), и Глории Антее Харкер, дочери Герберта Брайанта Харкера из Мельбурна, Австралия.
Лорд Белмор получил образование сначала в Королевской школе Портора в Эннискиллене, графство Фермана, на подготовительном отделении школы, а затем в Лансинг-колледже своего отца, а затем два года в Королевском сельскохозяйственном колледже в Сайренсестере. Он сменил своего отца в графстве в возрасте 9 лет и, получив образование, вернулся домой в семейный дом в замке Кул, чтобы помочь управлять домом и поместьем, которые были переданы на попечение Национального фонда в 1951 году.

## Замок Кул
Лорд Белмор установил хорошие отношения с Национальным фондом и провел последние два десятилетия, пополняя коллекцию произведений искусства в замке Кул. Он поручил художнику Эннискиллена Т. П. Фланагану создать серию акварелей и масел дома.
Его самым важным приобретением была картина Джованни Баттиста Чиприани «небесные близнецы» Кастор и Поллукс. Датированная 1783 годом, она была одной из трех картин, заказанных для Хоутон-холла в Норфолке и купленных лордом Белмором в 1990 году. Картина настолько велика, что ее пришлось принести в дом через окно комнаты для завтрака и без рамы.
Еще одной важной покупкой была «Беседа Лесли» Дж. Х. Мортимера, которая ранее находилась в замке Лесли в Гласлоу, деревне в северо-восточном углу графства Монаган. Картина, написанная Мортимером в 1770 году, изображает некоторых из самых ярких и процветающих землевладельцев того времени, включая лорда Морнингтона, который был облагорожен королем за его музицирование и изображен на картине, развлекающей компанию за пианино. Картина теперь висит в государственной спальне, которую 2-й граф украсил в роскошном стиле для запланированного визита короля Георга IV, который никогда не приезжал, предпочитая развлекаться со своей любовницей леди Конингем в замке Слейн.
Лорд Белмор также был членом правления Национальной галереи Ирландии в течение пяти лет, включая период в качестве вице-председателя.

## Семья
8 сентября 1984 года лорд Белмор женился на леди Мэри Джейн Мид (род. 12 июля 1952), второй дочери Эдмунда Джон Чарльз Карсона Мида, 6-го графа Клануильяма (1914—1989), и его жена Екатерина Лойд, третьей дочери полковника Артура Томаса Лойда, кавалера ордена Британской империи. У супругов было трое детей:
- Джон Армар Гэлбрейт Лаури-Корри, виконт Корри (род. 2 ноября 1985 года), старший сын и преемник отца. С 2016 года женат на Франческе Васаполли.
- Достопочтенный Монтегю Гилфорд Джордж Лаури-Корри (род. 30 марта 1989)
- Леди Марта Кэтрин Лаури-Корри (род. 27 мая 1992).

Лорд и леди Белмор и их семья живут в садовом домике в замке Кул, в то время как их сын виконт Корри часто использует частные апартаменты в главном доме.